# Liste der denkmalgeschützten Objekte in Vtelno
Grundlage dieser Liste der denkmalgeschützten Objekte in Vtelno ist die ÚSKP-Liste (Ústřední seznam kulturních památek České republiky, deutsch Zentrale Liste der Kulturdenkmäler der Tschechischen Republik), die von der tschechischen Denkmalschutzbehörde NPÚ (Národní památkový ústav, deutsch Nationale Denkmalbehörde) seit 1987 geführt wird und an die seit dem Jahr 1850 geschaffenen Listen anschließt.

## Vtelno (Wteln), OT vonMost
| Lage                                          | Objekt                                                          | Beschreibung | ÚSKP-Nr.                  | Bild                                                            |
| --------------------------------------------- | --------------------------------------------------------------- | --- | ------------------------- | --------------------------------------------------------------- |
| Vtelno, ul. Ke Kostelu 1 (Standort)           | Pfarrhaus                                                       | Pfarrhaus | 43515/5-3550 Info Katalog | weitere Bilder                                                  |
| Vtelno, vor dem Tor im Pfarrgarten (Standort) | Statue des hl. Florian                                          | Statue des hl. Florian, urspr. im Ort Chanov (Khan), OT von Obrnice (Obernitz) | 43227/5-430 Info Katalog  | Statue des hl. Florian                                          |
| Vtelno, ul. U Špejcharu 32 (Standort)         | Bauernhaus                                                      | Bauerngehöft | 43417/5-5041 Info Katalog | Bauernhaus                                                      |
| Vtelno Nr. 95 (Standort)                      | Speicher                                                        | Speicher, jetzt Hotel | 44035/5-5341 Info Katalog | Speicher                                                        |
| Vtelno, im westlichen Ortsteil (Standort)     | Kreuzerhöhungskirche                                            | Kirche der Erhöhung des hl. Kreuzes | 42773/5-435 Info Katalog  | weitere Bilder                                                  |
| Vtelno, am Friedhof (Standort)                | Statue des hl. Florian                                          | Statue des hl. Florian von Johann Adam Dietz, in der südöstlichen Ecke des Friedhofs, urspr. an der Kirche im ehem. Ort Kopisty (Kopitz)                                                                                | 42681/5-5073 Info Katalog | Statue des hl. Florian                                          |
| Vtelno, am Friedhof (Standort)                | Sühnekreuze                                                     | mehrere Sühnekreuze mit Kleeblatt, mit Schwert, mit Messer und mit Aufschrift, am Friedhof, an der Kirche und im Pfarrgarten, urspr. in den Orten Kopisty, Libkovice und Horní Ves (Oberdorf)                           | 43074/5-5078 Info Katalog | Sühnekreuze                                                     |
| Vtelno, am Friedhof (Standort)                | Sockel mit Wappen                                               | Sockel mit Wappen in der nordöstlichen Ecke des Friedhofs, urspr. im ehem. Ort Konobrže (Kummerpursch) | 42869/5-5075 Info Katalog | Sockel mit Wappen                                               |
| Vtelno (Standort)                             | Wegkapelle (Bildstock) I: Beschneidung Christi                  | Vier Wegkapellen (Bildstöcke) zu den Sieben Schmerzen Mariens, urspr. am Pilgerweg von Libkovice (Liquitz) nach Mariánské Radčice (Maria Ratschitz), die restlichen drei Wegkapellen sind zerstört, errichtet 1720–1730 | 42809/5-352 Info Katalog  | Wegkapelle (Bildstock) I: Beschneidung Christi                  |
| Vtelno (Standort)                             | Wegkapelle (Bildstock) II: Flucht nach Ägypten                  | Vier Wegkapellen (Bildstöcke) zu den Sieben Schmerzen Mariens, urspr. am Pilgerweg von Libkovice (Liquitz) nach Mariánské Radčice (Maria Ratschitz), die restlichen drei Wegkapellen sind zerstört                      | 42809/5-352 Info Katalog  | Wegkapelle (Bildstock) II: Flucht nach Ägypten                  |
| Vtelno (Standort)                             | Wegkapelle (Bildstock) III: Der zwölfjährige Jesus im Tempel    | Vier Wegkapellen (Bildstöcke) zu den Sieben Schmerzen Mariens, urspr. am Pilgerweg von Libkovice (Liquitz) nach Mariánské Radčice (Maria Ratschitz), die restlichen drei Wegkapellen sind zerstört                      | 42809/5-352 Info Katalog  | Wegkapelle (Bildstock) III: Der zwölfjährige Jesus im Tempel    |
| Vtelno (Standort)                             | Wegkapelle (Bildstock) IV: Kreuztragung Christi (Herrenkapelle) | Vier Wegkapellen (Bildstöcke) zu den Sieben Schmerzen Mariens, urspr. am Pilgerweg von Libkovice (Liquitz) nach Mariánské Radčice (Maria Ratschitz), die restlichen drei Wegkapellen sind zerstört                      | 42809/5-352 Info Katalog  | Wegkapelle (Bildstock) IV: Kreuztragung Christi (Herrenkapelle) |